# Galibi
Galibi – miasto oraz okręg (ressorten) w dystrykcie Marowijne, w Surinamie. Według danych na rok 2012 miasto zamieszkiwały 741 osoby, a gęstość zaludnienia wyniosłą 0,7 os./km².

## Demografia
Ludność historyczna:
| Rok                           | 2004  | 2012  |
| ----------------------------- | ----- | ----- |
| Ludność                       | 671   | 741   |
| Gęstość zaludnienia os./km²   | 0,6   | 0,7   |
| Roczna zmiana liczby ludności | +1,2% | +1,2% |

## Rezerwat przyrody Galibi
Główną atrakcją turystyczną jest Rezerwat przyrody Galibi, założony w 1969 roku. Znajduje się przy ujściu rzeki Marowijne nad Oceanem Atlantyckim i zajmuje obszar 40 km². Rezerwat powstał po to, żeby chronić żyjące tutaj żółwie morskie skórzaste oraz zielone żółwie morskie. Obszar ten można zwiedzać tylko pod ścisłym nadzorem od lutego do czerwca.

## Rezerwat przyrody Wia Wia
Założony w 1966 roku rezerwat przyrody Wia Wia położony jest na zachód od rezerwatu przyrody Galibi i zajmuje powierzchnię 360 km². Rezerwat powstał po to, żeby chronić mieszkające tam rzadkie gatunki ptaków wodnych.

## Współpraca
Miejscowość partnerska:
- Koksijde, Belgia